# Turja
Turja (ryska: Турья) är ett vattendrag i Belarus.   Det ligger i voblasten Minsks voblast, i den centrala delen av landet, 70 km sydväst om huvudstaden Minsk.
Trakten runt Turja består till största delen av jordbruksmark. Runt Turja är det ganska glesbefolkat, med 25 invånare per kvadratkilometer.